# Madracis carmabi
Madracis carmabi är en korallart som beskrevs av Vermeij, Diekmann och Friedhelm Bak 2003. Madracis carmabi ingår i släktet Madracis och familjen Pocilloporidae. IUCN kategoriserar arten globalt som otillräckligt studerad. Inga underarter finns listade i Catalogue of Life.